# Португалия на летних Олимпийских играх 1972
Португалия принимала участие в Летних Олимпийских играх 1972 года в Мехико (Мексика) в тринадцатый раз за свою историю, но не завоевала ни одной медали.

## Результаты соревнований

### Академическая гребля
В следующий раунд из каждого заезда проходили несколько лучших экипажей (в зависимости от дисциплины). В финал A выходили 6 сильнейших экипажей, ещё 6 экипажей, выбывших в полуфинале, распределяли места в финале B.
Мужчины
| Соревнование | Спортсмены  | Предварительный заезд | Предварительный заезд | Предварительный заезд | Отборочный заезд | Отборочный заезд | Отборочный заезд | Полуфинал            | Полуфинал            | Полуфинал            | Финал                | Финал                | Итоговое место       |                      |
| Соревнование | Спортсмены  | Заезд                 | Время                 | Место                 | Заезд            | Время            | Место            | Заезд                | Время                | Место                | Время                | Место                | Итоговое место       |                      |
| ------------ | ----------- | --------------------- | --------------------- | --------------------- | ---------------- | ---------------- | ---------------- | -------------------- | -------------------- | -------------------- | -------------------- | -------------------- | -------------------- | -------------------- |
| одиночки     | Жозе Маргеш | 3                     | 8:39,73               | 6                     | 2                | 8:54,27          | 5                | завершил выступление | завершил выступление | завершил выступление | завершил выступление | завершил выступление | завершил выступление | завершил выступление |